# Leichtathletik-Weltmeisterschaften 2019/110 m Hürden der Männer

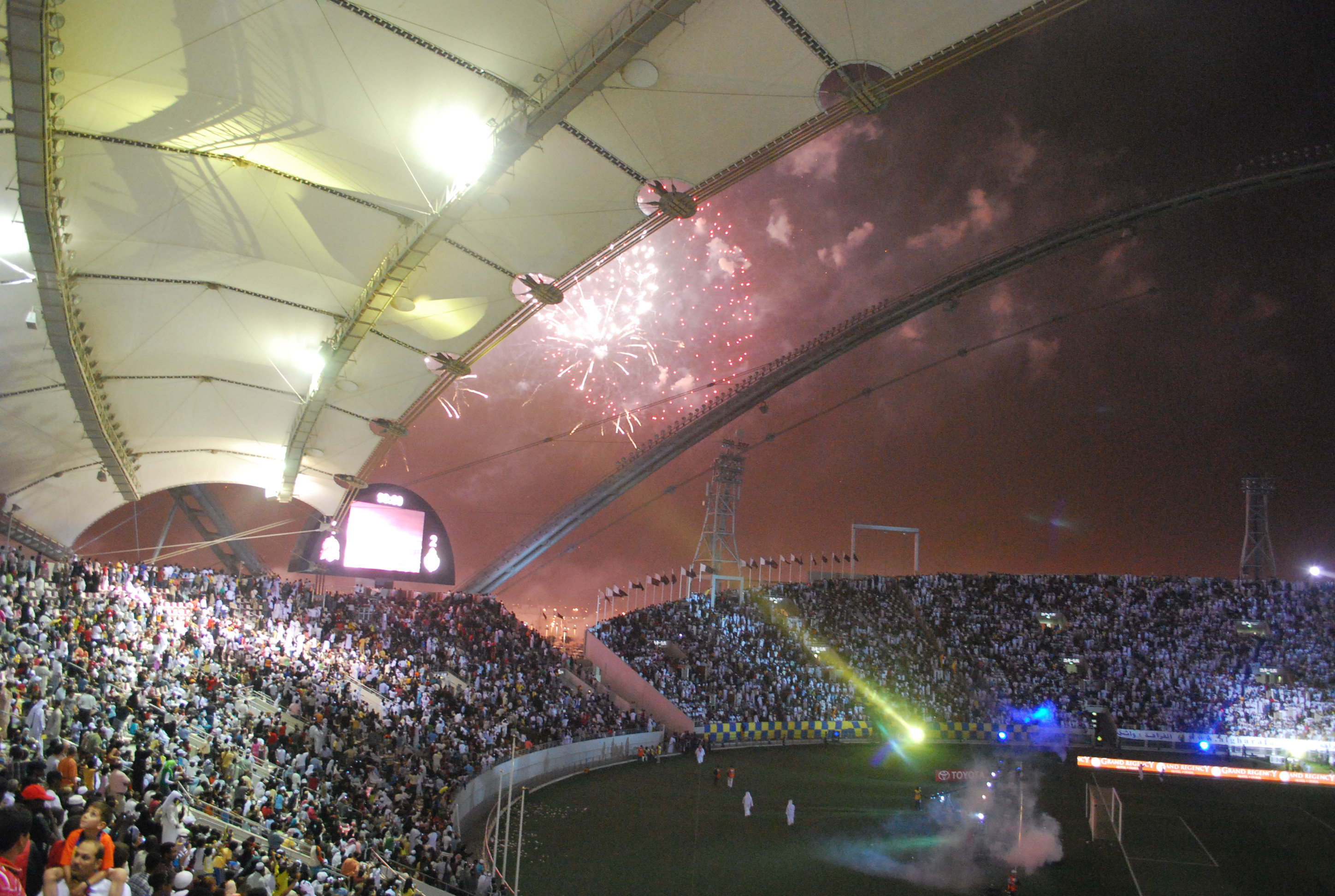
Das Khalifa International Stadium
während des Emir Cups im Jahr 2009

Der 110-Meter-Hürdenlauf der Männer bei den Leichtathletik-Weltmeisterschaften 2019 fand am 30. September und am 2. Oktober 2019 im Khalifa International Stadium der katarischen Hauptstadt Doha statt.
39 Athleten aus 27 Ländern nahmen an dem Wettbewerb teil.
Weltmeister wurde der US-Amerikaner Grant Holloway.
Rang zwei belegte der Weltmeister von 2015, Vizeweltmeister von 2017, WM-Dritte von 2013, zweifache Europameister (2012 2014) und Vizeeuropameister von 2018 Sergei Schubenkow, der als sogenannter Neutraler Athlet startete. Bis 2015 hatte er das Land Russland vertreten.
Die Bronzemedaille wurde auf einen Protest des spanischen Verbandes hin zweimal vergeben. Der zunächst auf Platz fünf eingelaufene spanische Olympiazweite von 2016 und EM-Dritte von 2018 Orlando Ortega war auf Silberkurs liegend von einem stürzenden Konkurrenten behindert worden und wurde so doch noch mit einer Medaille belohnt. Die zweite Bronzemedaille erhielt der amtierende Europameister und EM-Dritte von 2014 Pascal Martinot-Lagarde aus Frankreich.

## Rekorde
Vor dem Wettbewerb galten folgende Rekorde:
| Weltrekord               | Aries Merritt | 12,80 s | Memorial Van Damme, Brüssel, Belgien | 7. September 2012 |
| Weltmeisterschaftsrekord | Colin Jackson | 12,91 s | WM in Stuttgart, Deutschland         | 20. August 1993   |

Der bestehende WM-Rekord wurde bei diesen Weltmeisterschaften nicht eingestellt und nicht verbessert.
Es wurde ein Landesrekord aufgestellt:
- 13,39 s – Jason Joseph (Schweiz), zweiter Vorlauf am 30. September bei einer Windunterstützung von 0,5 m/s

## Vorläufe
Aus den fünf Vorläufen qualifizierten sich die jeweils vier Ersten jedes Laufes – hellblau unterlegt – und zusätzlich die vier Zeitschnellsten – hellgrün unterlegt – für das Halbfinale.

### Lauf 1

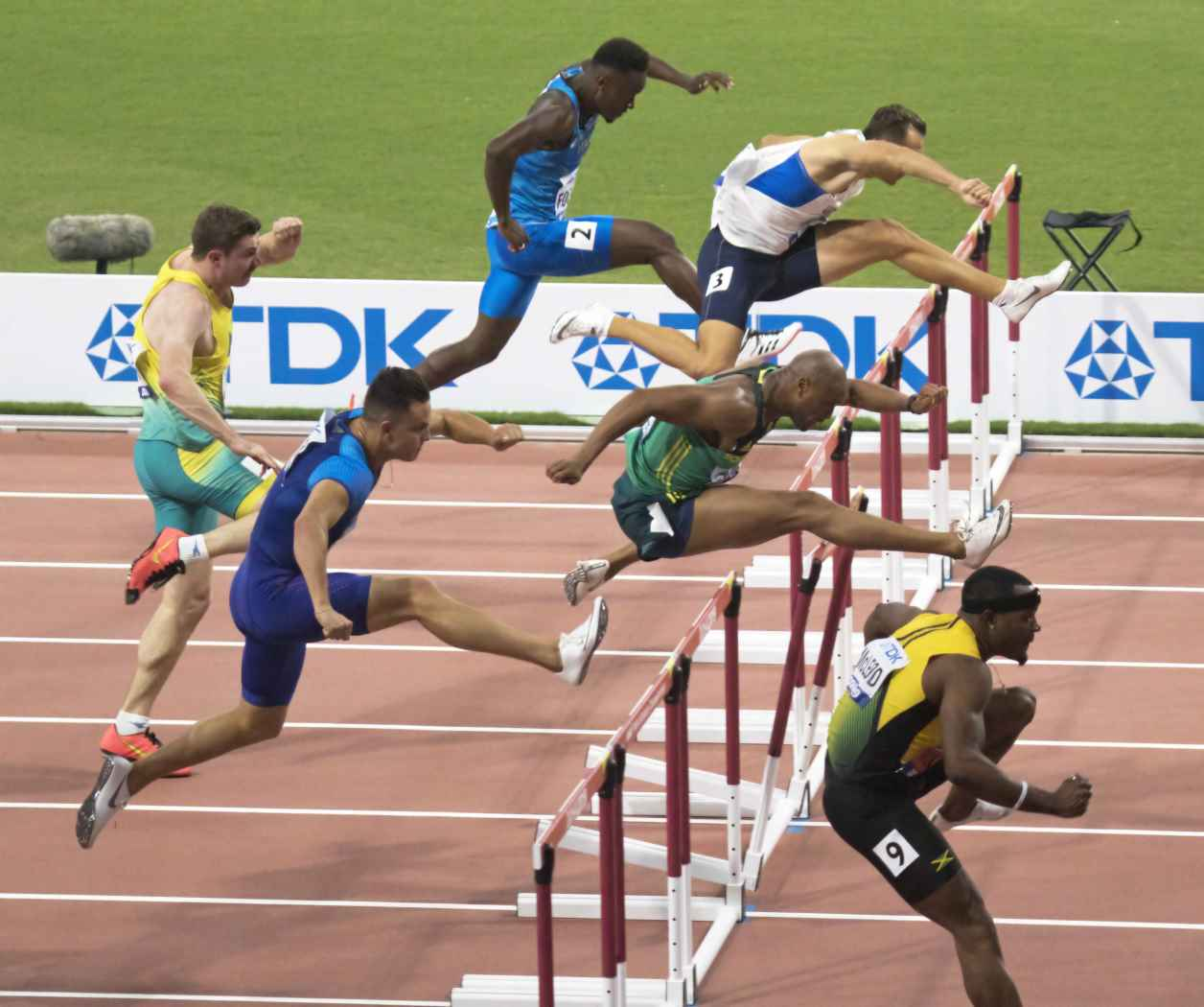
Szene aus dem ersten Vorlauf

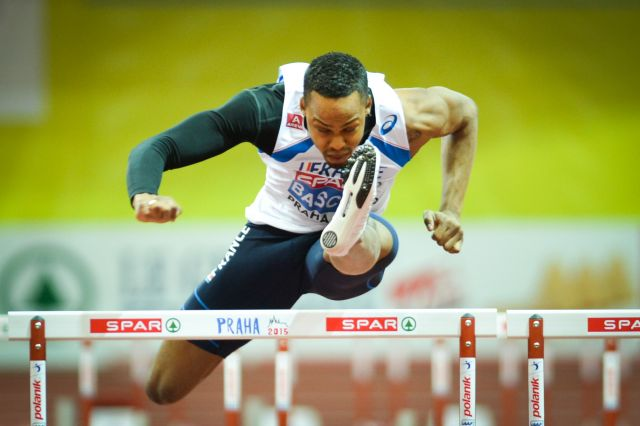
Dimitri Bascou – ausgeschieden als Dritter in 13,48 s

30. September 2019, 20:05 Uhr Ortszeit (19:05 Uhr MESZ)

Wind: +0,2 m/s
| Platz | Bahn | Athlet              | Land       | Zeit (s) |
| ----- | ---- | ------------------- | ---------- | -------- |
| 1     | 9    | Omar McLeod         | Jamaika    | 13,17    |
| 2     | 3    | Milan Traikovits    | Zypern     | 13,37 SB |
| 3     | 6    | Antonio Alkana      | Südafrika  | 13,41    |
| 4     | 7    | Devon Allen         | USA        | 13,46    |
| 5     | 2    | Hassane Fofana      | Italien    | 13,49    |
| 6     | 5    | Nicholas Hough      | Australien | 13,60    |
| 7     | 8    | Wital Parachonka    | Belarus    | 13,65    |
|       | 4    | Gabriel Constantino | Brasilien  | DSQ V1   |

### Lauf 2

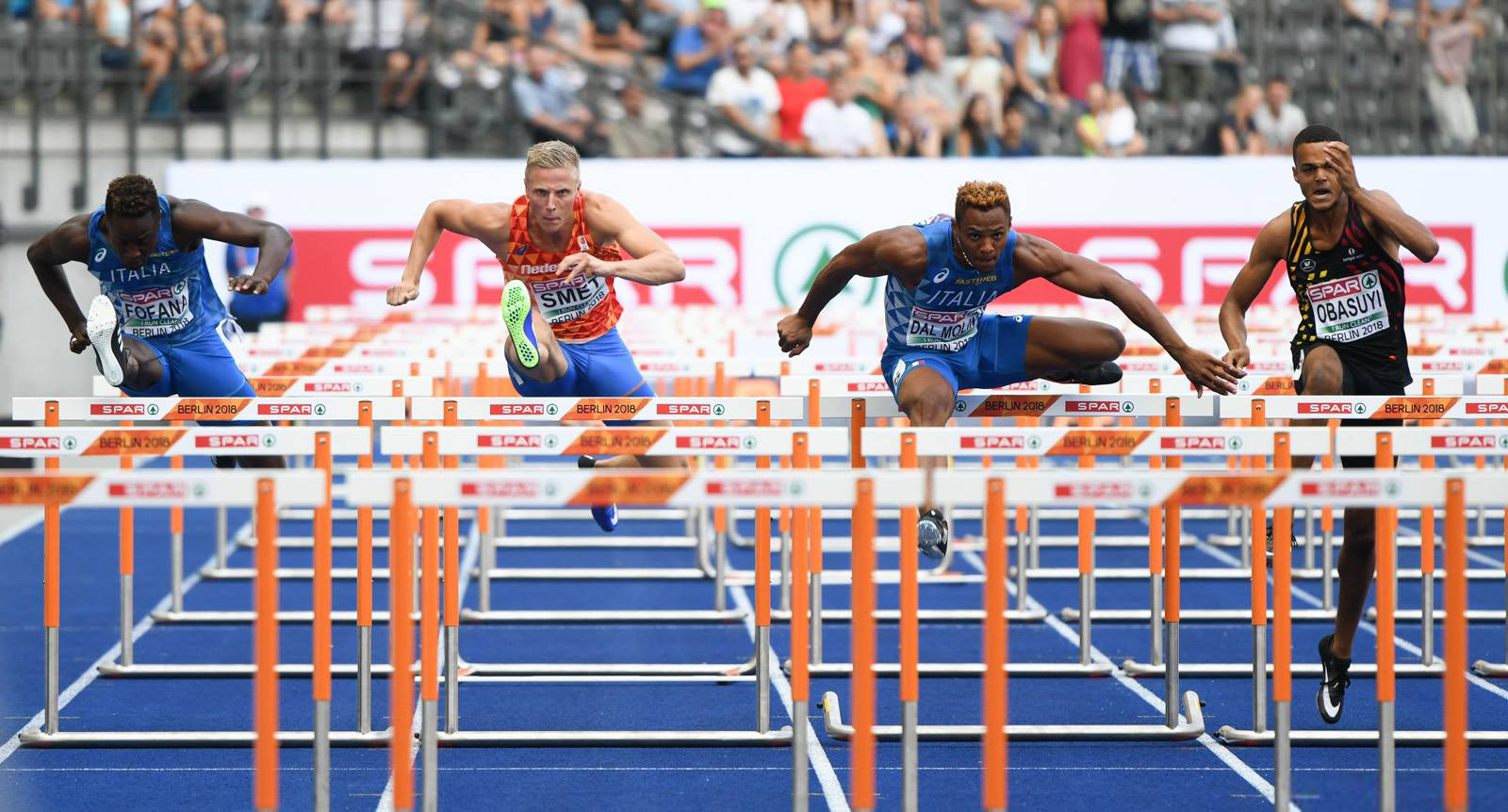
Hassane Fofana (ganz links) – ausgeschieden als Sechster in 13,52 s

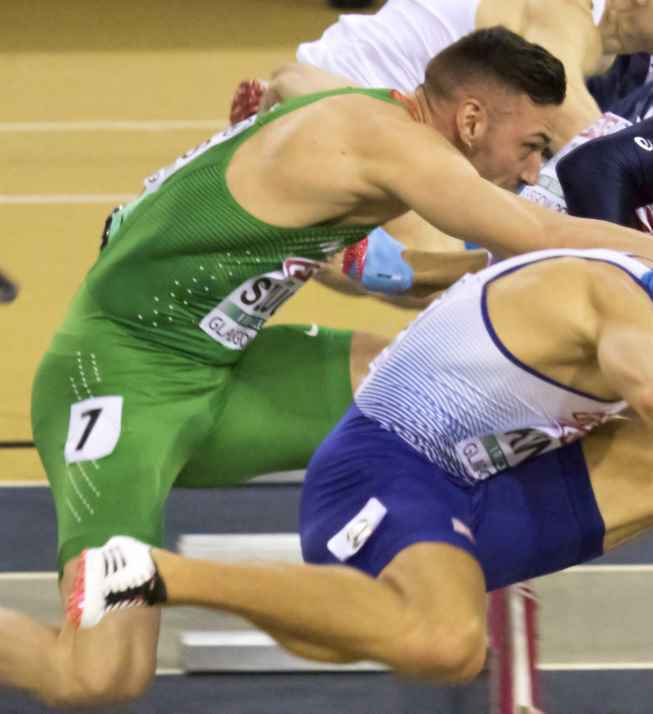
Valdó Szűcs – ausgeschieden als Fünfter in 13,60 s
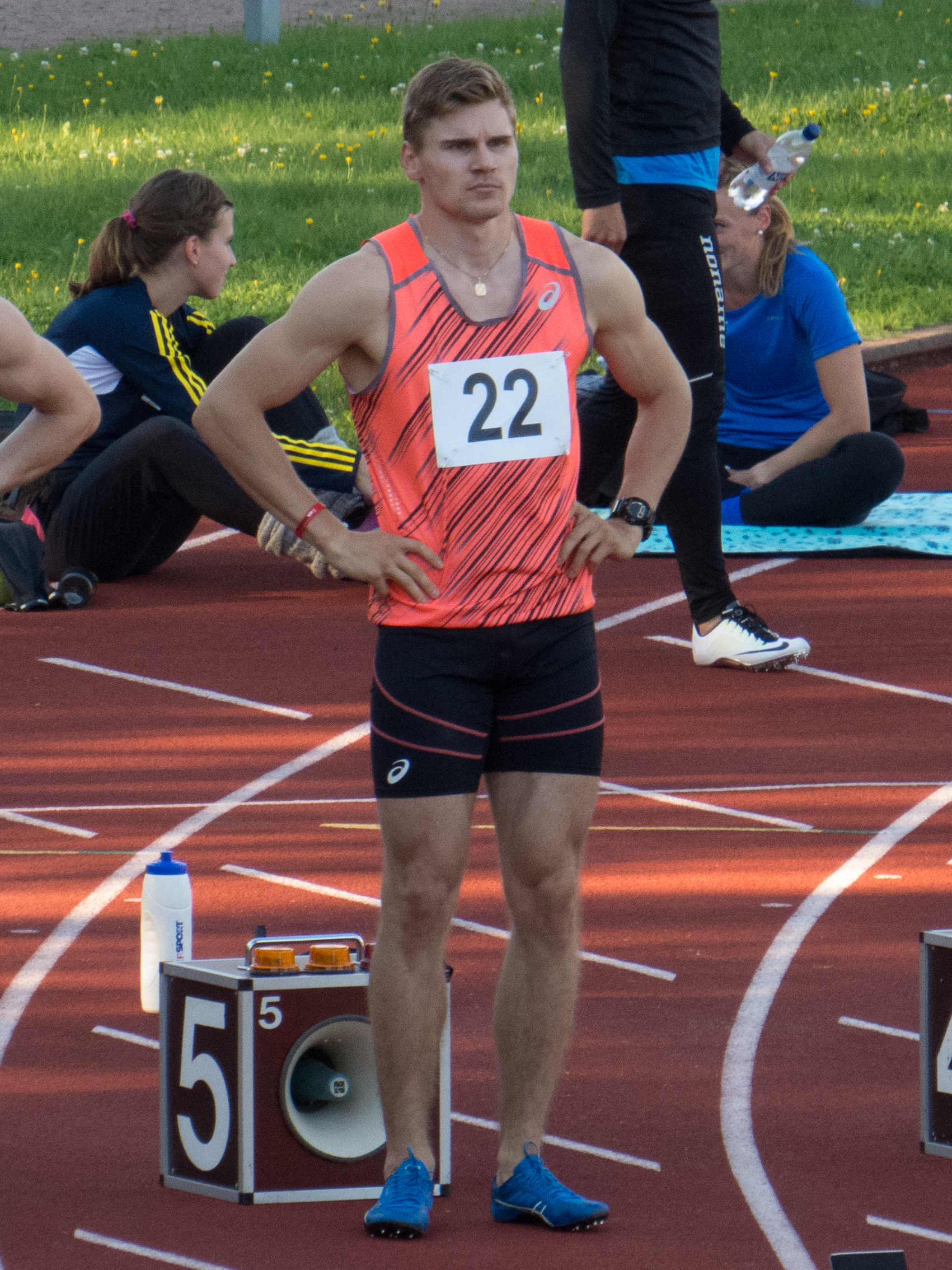
Elmo Lakka – ausgeschieden als Sechster in 13,73 s

30. September 2019, 20:13 Uhr Ortszeit (19:13 Uhr MESZ)

Wind: +0,5 m/s
| Platz | Bahn | Athlet            | Land                        | Zeit (s) |
| ----- | ---- | ----------------- | --------------------------- | -------- |
| 1     | 6    | Sergei Schubenkow | Authorised Neutral Athletes | 13,27    |
| 2     | 8    | Xie Wenjun        | Volksrepublik China         | 13,38    |
| 3     | 5    | Jason Joseph      | Schweiz                     | 13,39 NR |
| 4     | 3    | Shane Brathwaite  | Barbados                    | 13,51    |
| 5     | 4    | Valdó Szűcs       | Ungarn                      | 13,60    |
| 6     | 9    | Elmo Lakka        | Finnland                    | 13,73    |
| 7     | 7    | Taiō Kanai        | Japan                       | 13,74    |
| 8     | 2    | Eduardo de Deus   | Brasilien                   | 13,92    |

### Lauf 3
30. September 2019, 20:21 Uhr Ortszeit (19:21 Uhr MESZ)

Wind: −0,4 m/s
| Platz | Bahn | Athlet                  | Land           | Zeit (s) |
| ----- | ---- | ----------------------- | -------------- | -------- |
| 1     | 5    | Pascal Martinot-Lagarde | Frankreich     | 13,45    |
| 2     | 9    | Andrew Pozzi            | Großbritannien | 13,53    |
| 3     | 2    | Andrew Riley            | Jamaika        | 13,67    |
| 4     | 8    | Yohan Chaverra          | Kolumbien      | 13,76    |
| 5     | 3    | Ruan de Vries           | Südafrika      | 14,07    |
|       | 7    | Jeffrey Julmis          | Haiti          | DSQ V2   |
|       | 4    | Daniel Roberts          | USA            | DSQ V3   |
|       | 6    | Shunsuke Izumiya        | Japan          | DNS      |

### Lauf 4
30. September 2019, 20:29 Uhr Ortszeit (19:29 Uhr MESZ)

Wind: +0,4 m/s
| Platz | Bahn | Athlet                  | Land         | Offizielle Zeit (s) | Tausendstelsek. (inoffiziell) |
| ----- | ---- | ----------------------- | ------------ | ------------------- | ----------------------------- |
| 1     | 8    | Grant Holloway          | USA          | 13,22               |                               |
| 2     | 7    | Shunya Takayama         | Japan        | 13,32               |                               |
| 3     | 4    | Konstandinos Douvalidis | Griechenland | 13,43               | 13,421                        |
| 4     | 6    | Yaqoub Mohamed al-Youha | Kuwait       | 13,43               | 13,429                        |
| 5     | 5    | Orlando Bennett         | Jamaika      | 13,50               |                               |
| 6     | 2    | Dimitri Bascou          | Frankreich   | 13,53               |                               |
| 7     | 9    | Xaysa Anousone          | Laos         | 14,54               |                               |
| 8     | 1    | Fadane Hamadi           | Komoren      | 14,79               |                               |
|       | 3    | Damian Czykier          | Polen        | DNS                 | DNS                           |

### Lauf 5
30. September 2019, 20:37 Uhr Ortszeit (19:37 Uhr MESZ)

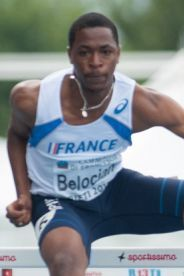
Wilhem Belocian – ausgeschieden als Vierter in 13,67 s
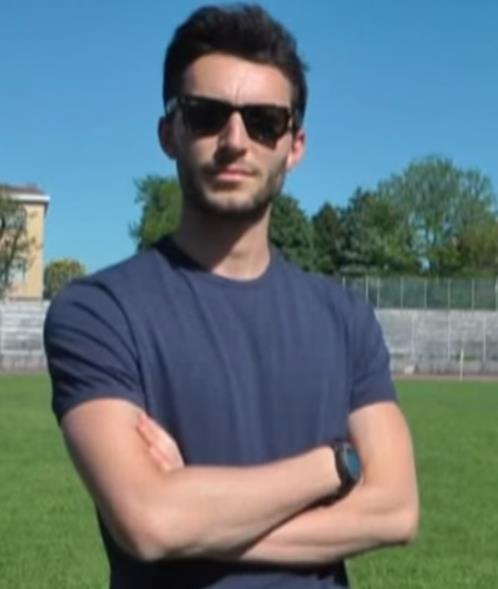
Lorenzo Perini – ausgeschieden als Sechster in 13,70 s

Wind: −0,5 m/s
| Platz | Bahn | Athlet               | Land                | Zeit (s) |
| ----- | ---- | -------------------- | ------------------- | -------- |
| 1     | 9    | Orlando Ortega       | Spanien             | 13,15    |
| 2     | 7    | Ronald Levy          | Jamaika             | 13,48    |
| 3     | 6    | Chen Kuei-ru         | Chinesisch Taipeh   | 13,57    |
| 4     | 8    | Wilhem Belocian      | Frankreich          | 13,67    |
| 5     | 4    | Zeng Jianhang        | Volksrepublik China | 13,68    |
| 6     | 5    | Lorenzo Perini       | Italien             | 13,70    |
| 7     | 2    | Louis François Mendy | Senegal             | 13,75    |
| 8     | 3    | Roger Iribarne       | Kuba                | 14,37    |

## Halbfinale
Aus den drei Halbfinalläufen qualifizierten sich die jeweils zwei Ersten jedes Laufes – hellblau unterlegt – und zusätzlich die zwei Zeitschnellsten – hellgrün unterlegt – für das Finale.

### Lauf 1
2. Oktober 2019, 20:05 Uhr Ortszeit (19:05 Uhr MESZ)

Wind: +1,1 m/s
| Platz | Bahn | Athlet                  | Land                        | Offizielle Zeit (s) | Tausendstelsek. (inoffiziell) |
| ----- | ---- | ----------------------- | --------------------------- | ------------------- | ----------------------------- |
| 1     | 5    | Grant Holloway          | USA                         | 13,10               |                               |
| 2     | 6    | Sergei Schubenkow       | Authorised Neutral Athletes | 13,18               |                               |
| 3     | 2    | Dimitri Bascou          | Frankreich                  | 13,48               |                               |
| 4     | 9    | Yaqoub Mohamed al-Youha | Kuwait                      | 13,57               |                               |
| 5     | 4    | Andrew Pozzi            | Großbritannien              | 13,60               | 13,591                        |
| 6     | 3    | Orlando Bennett         | Jamaika                     | 13,60               | 13,594                        |
| 7     | 8    | Shane Brathwaite        | Barbados                    | 14,29 HF1           | 14,29 HF1                     |
|       | 7    | Ronald Levy             | Jamaika                     | DSQ HF2             | DSQ HF2                       |

Weitere im ersten Halbfinale ausgeschiedene Hürdensprinter:

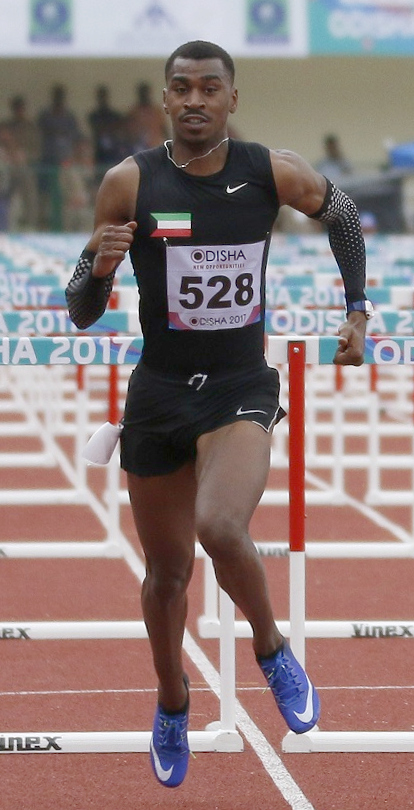
Yaqoub Mohamed al-Youha Rang vier in 13,57 s
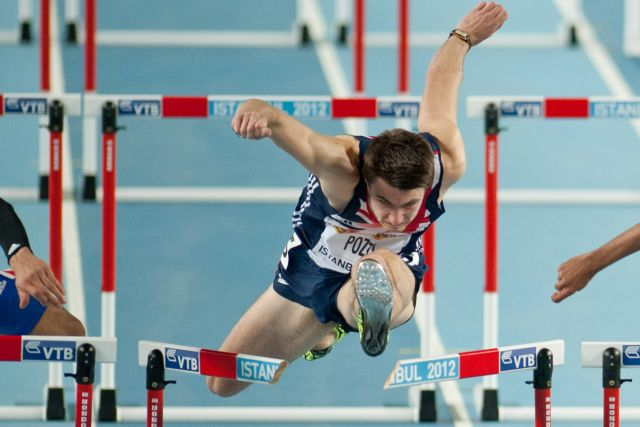
Andrew Pozzi Rang fünf in 13,59 s
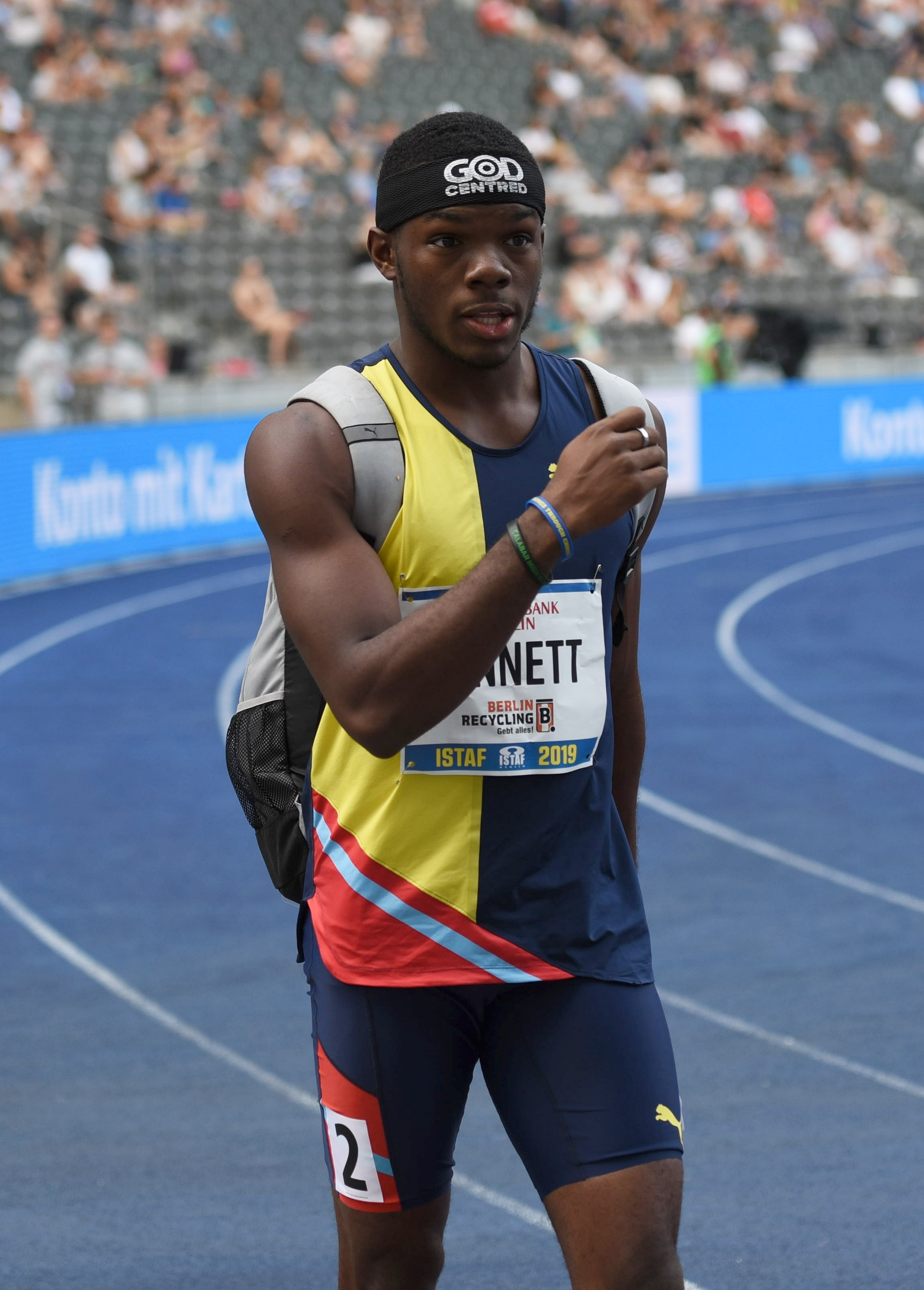
Orlando Bennett Rang sechs in 13,60 s
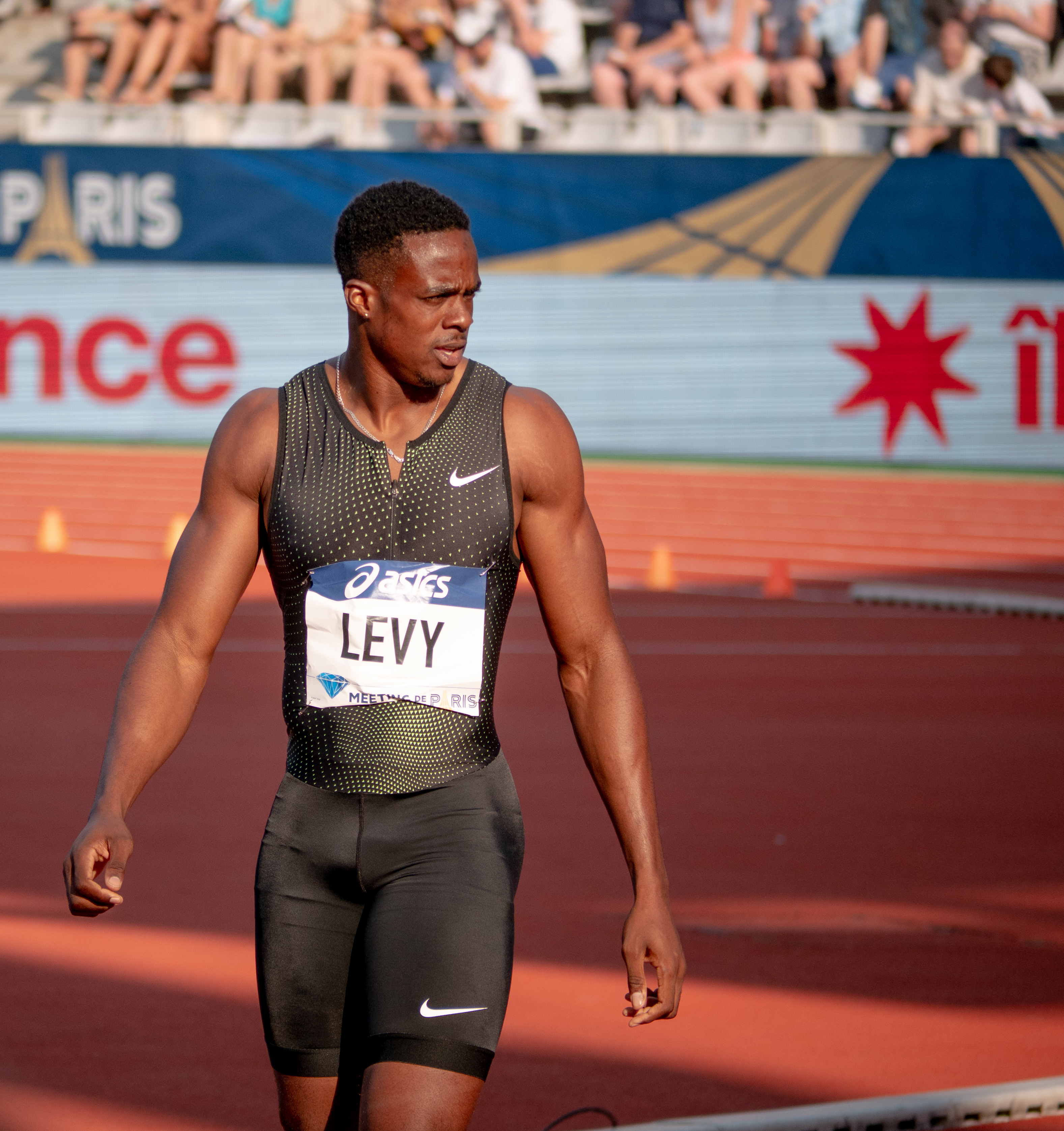
Ronald Levy disqualifiziert

### Lauf 2
2. Oktober 2019, 20:13 Uhr Ortszeit (19:13 Uhr MESZ)

Wind: +0,9 m/s
| Platz | Bahn | Athlet                  | Land                | Offizielle Zeit (s) | Tausendstelsek. (inoffiziell) |
| ----- | ---- | ----------------------- | ------------------- | ------------------- | ----------------------------- |
| 1     | 5    | Omar McLeod             | Jamaika             | 13,08               |                               |
| 2     | 6    | Pascal Martinot-Lagarde | Frankreich          | 13,12 SB            |                               |
| 3     | 7    | Xie Wenjun              | Volksrepublik China | 13,22               |                               |
| 4     | 9    | Devon Allen             | USA                 | 13,36               |                               |
| 5     | 8    | Chen Kuei-ru            | Chinesisch Taipeh   | 13,52               | 13,513                        |
| 6     | 2    | Hassane Fofana          | Italien             | 13,52               | 13,514                        |
| 7     | 4    | Jason Joseph            | Schweiz             | 13,53               |                               |
| 8     | 3    | Yohan Chaverra          | Kolumbien           | 13,76               |                               |

### Lauf 3
2. Oktober 2019, 20:21 Uhr Ortszeit (19:21 Uhr MESZ)

Wind: +0,6 m/s
| Platz | Bahn | Athlet                  | Land         | Zeit (s) |
| ----- | ---- | ----------------------- | ------------ | -------- |
| 1     | 4    | Orlando Ortega          | Spanien      | 13,16    |
| 2     | 7    | Milan Traikovits        | Zypern       | 13,29 SB |
| 3     | 5    | Antonio Alkana          | Südafrika    | 13,47    |
| 4     | 9    | Konstandinos Douvalidis | Griechenland | 13,54    |
| 5     | 8    | Andrew Riley            | Jamaika      | 13,57    |
| 6     | 6    | Shunya Takayama         | Japan        | 13,58    |
| 7     | 3    | Wilhem Belocian         | Frankreich   | 13,60    |
| 8     | 2    | Nicholas Hough          | Australien   | 13,61    |

Im dritten Halbfinale ausgeschiedene Hürdensprinter:

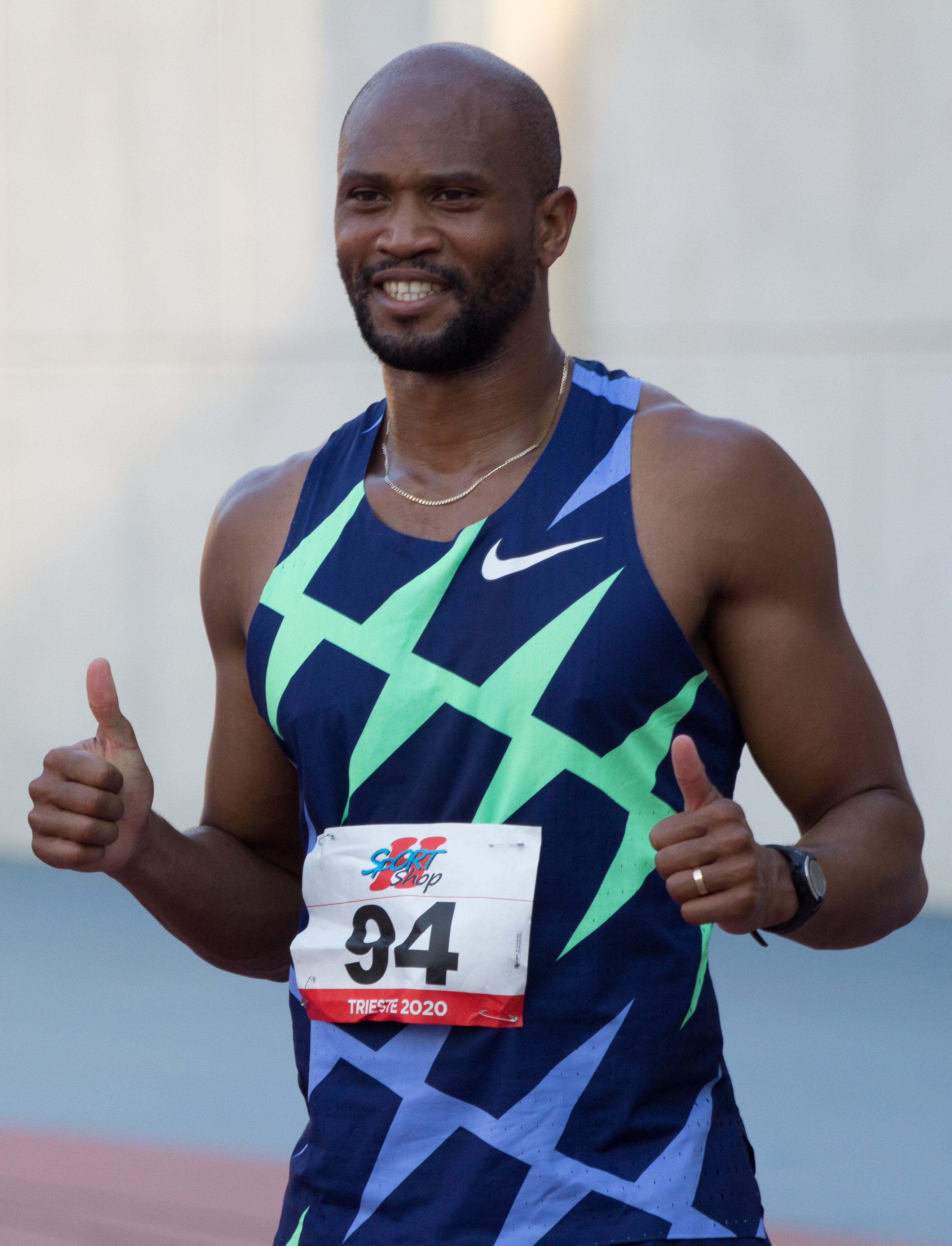
Antonio Alkana Rang drei in 13,47 s
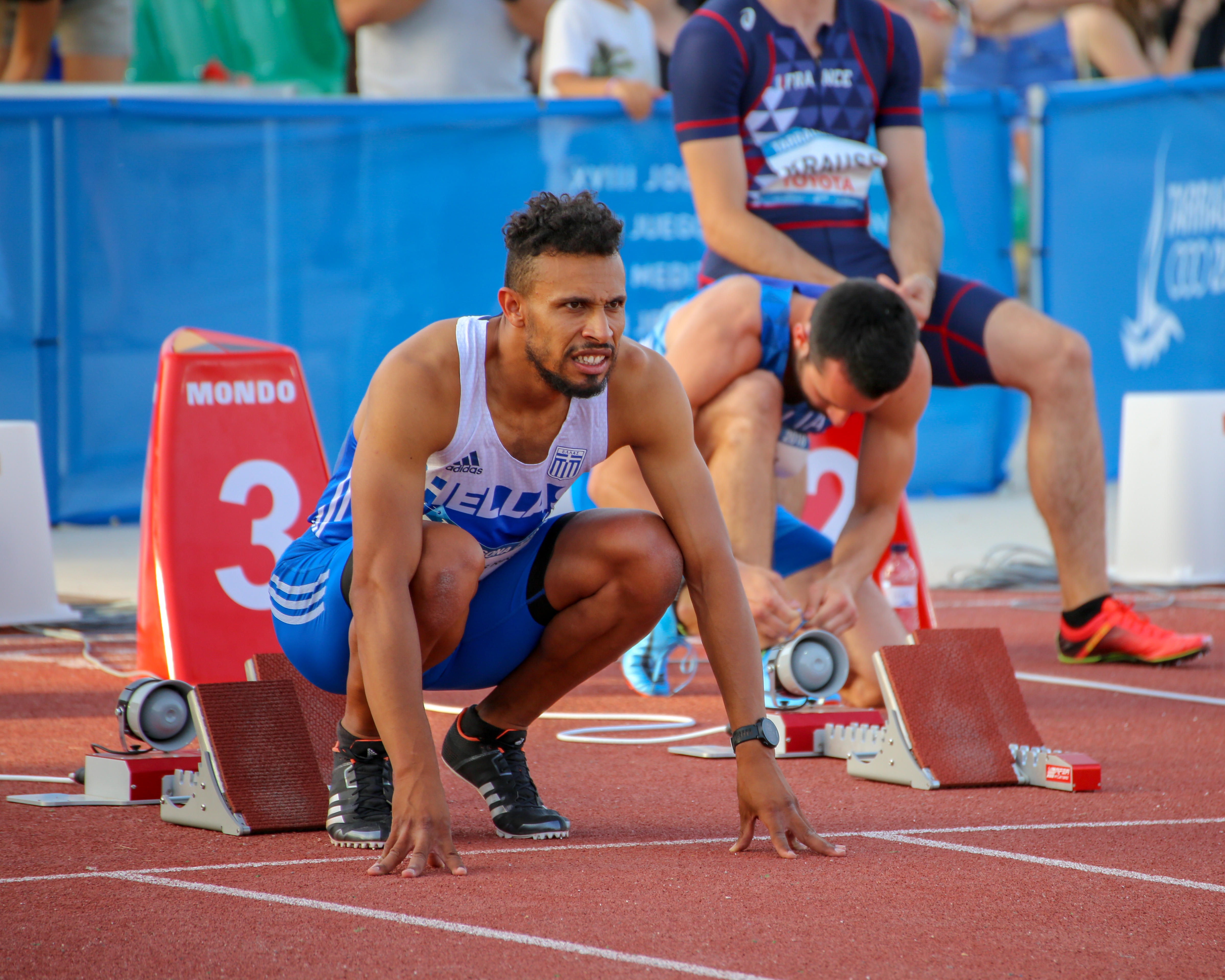
Konstandinos Douvalidis Rang vier in 13,54 s
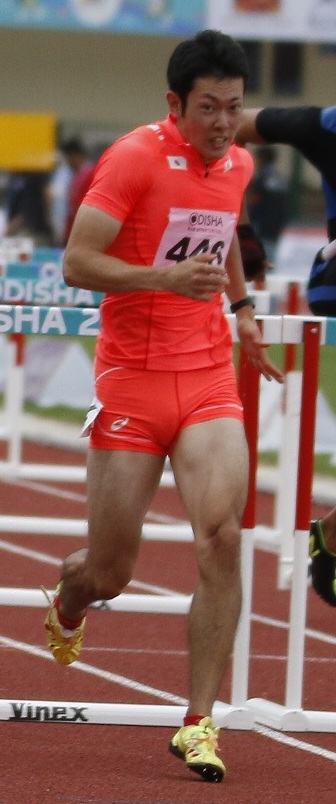
Shunya Takayama Rang sechs in 13,58 s
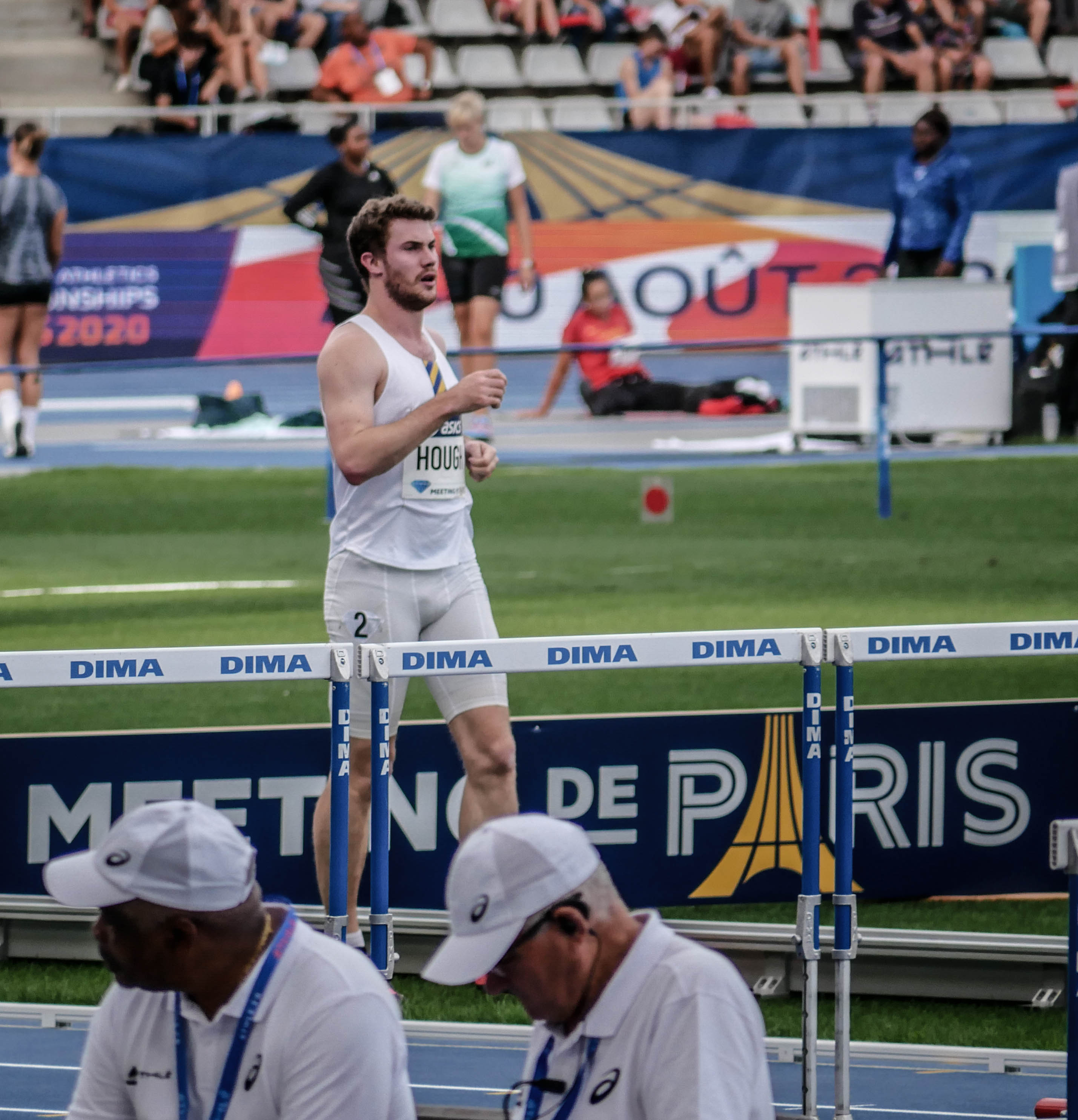
Nicholas Hough Rang acht in 13,61 s

## Finale

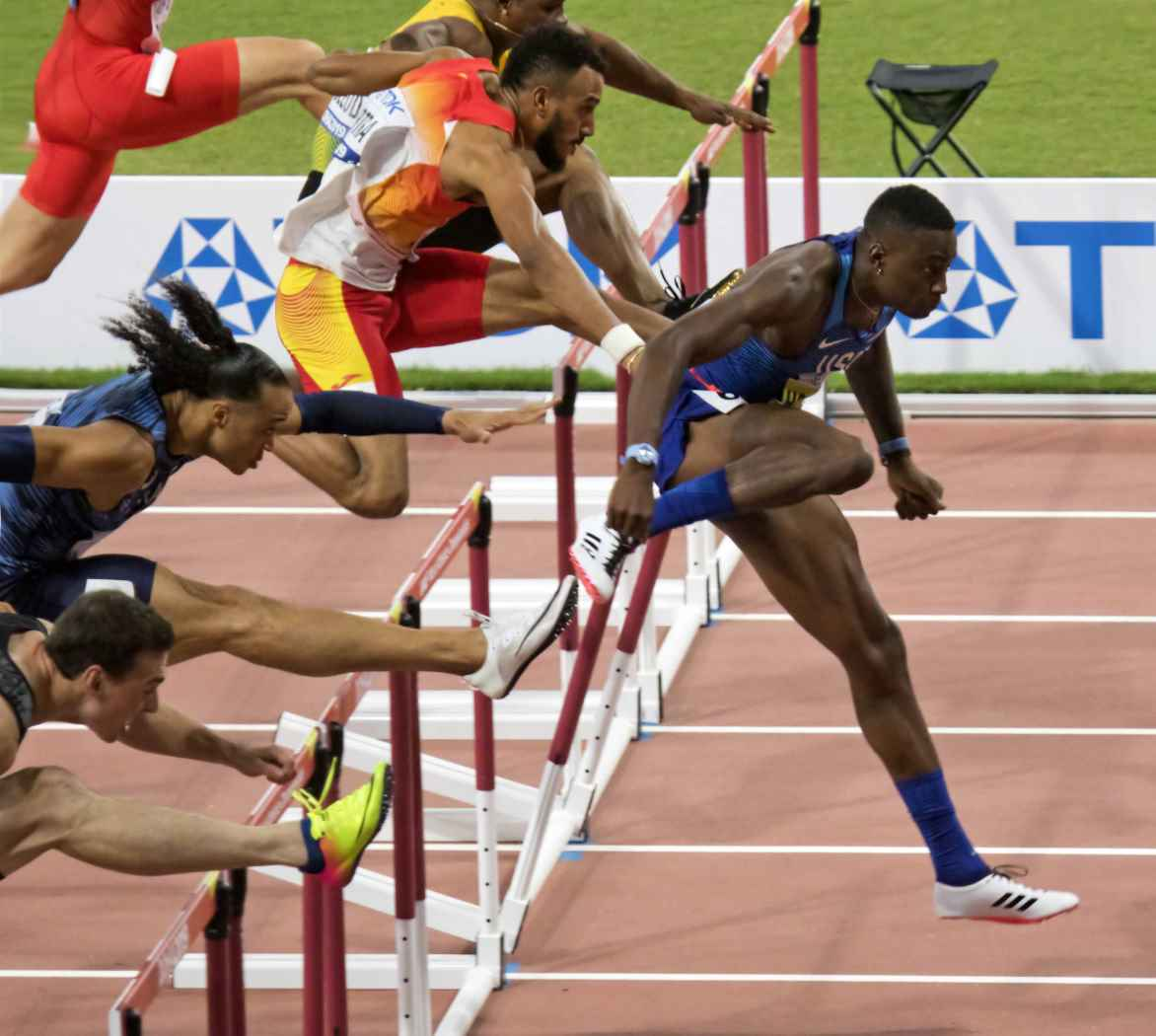
Die Läufer im Hürdensprintfinale

2. Oktober 2019, 22:55 Uhr Ortszeit (21:55 Uhr MESZ)

Wind: +0,6 m/s
| Platz | Bahn           | Athlet                  | Land                        | Zeit (s) |
| ----- | -------------- | ----------------------- | --------------------------- | -------- |
|       | 6              | Grant Holloway          | USA                         | 13,10    |
|       | 9              | Sergei Schubenkow       | Authorised Neutral Athletes | 13,15    |
|       | 7              | Pascal Martinot-Lagarde | Frankreich                  | 13,18    |
| 5     | Orlando Ortega | Spanien                 | 13,30 F1                    |          |
| 5     | 2              | Xie Wenjun              | Volksrepublik China         | 13,29    |
| 6     | 1              | Shane Brathwaite        | Barbados                    | 13,61    |
| 7     | 3              | Devon Allen             | USA                         | 13,70    |
| 8     | 8              | Milan Traikovits        | Zypern                      | 13,87    |
|       | 4              | Omar McLeod             | Jamaika                     | DSQ F2   |

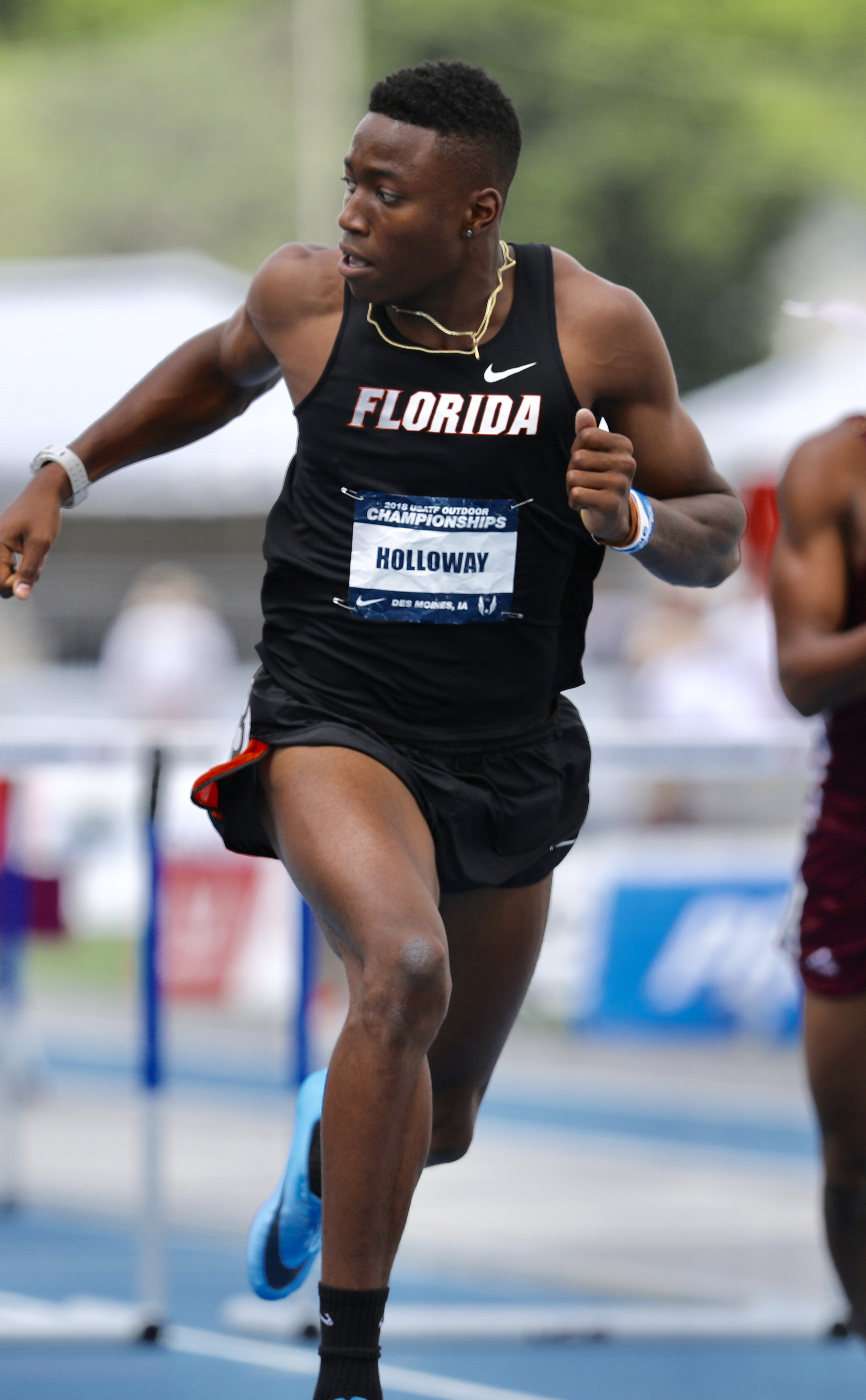
Weltmeister Grant Holloway
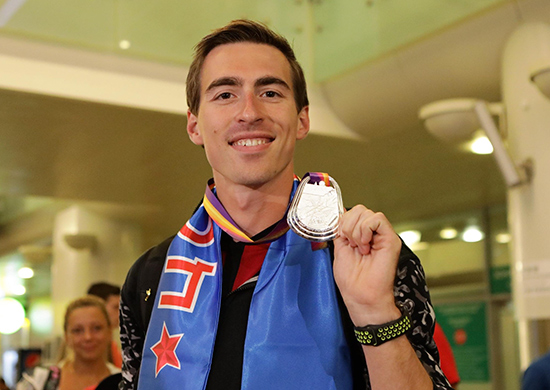
Vizeweltmeister Sergei Schubenkow
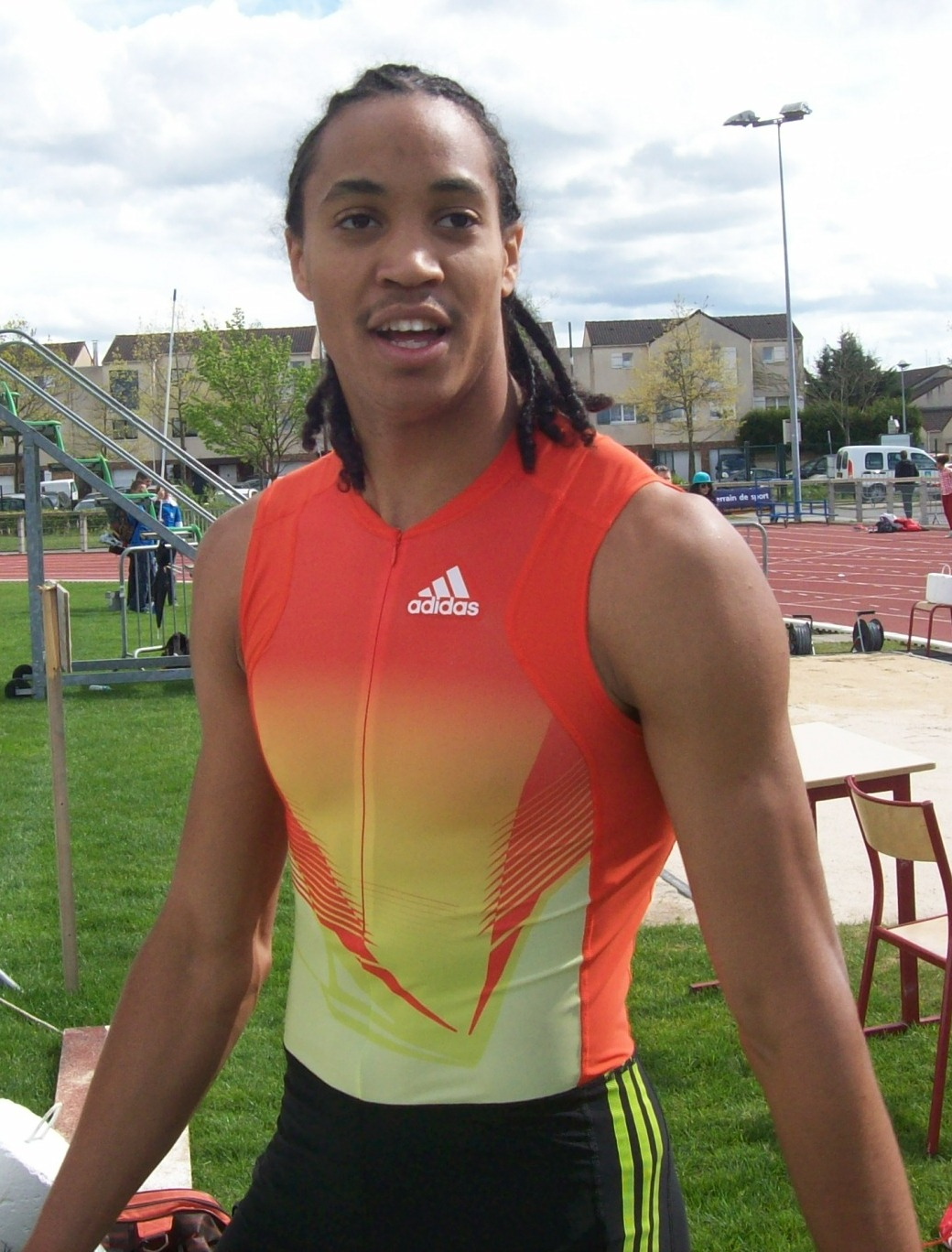
Bronzemedaillengewinner Pascal Martinot-Lagarde
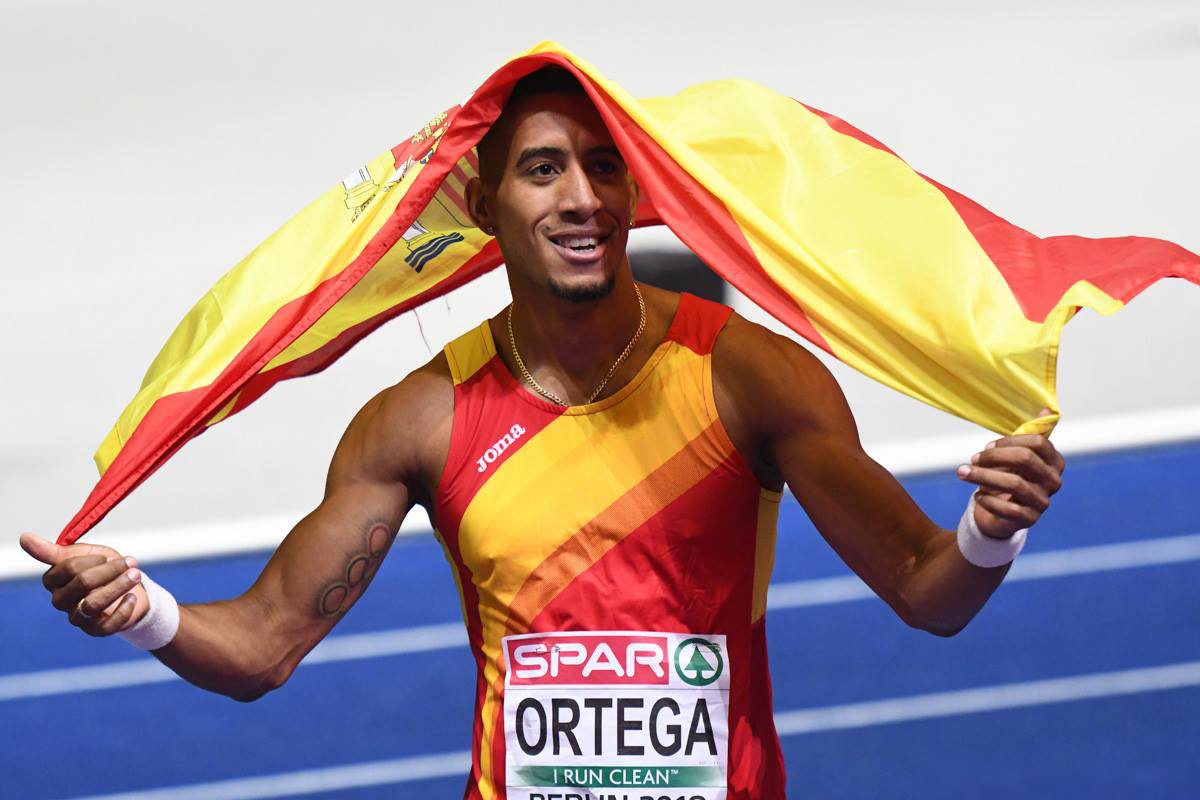
Orlando Ortega – ebenfalls Bronze
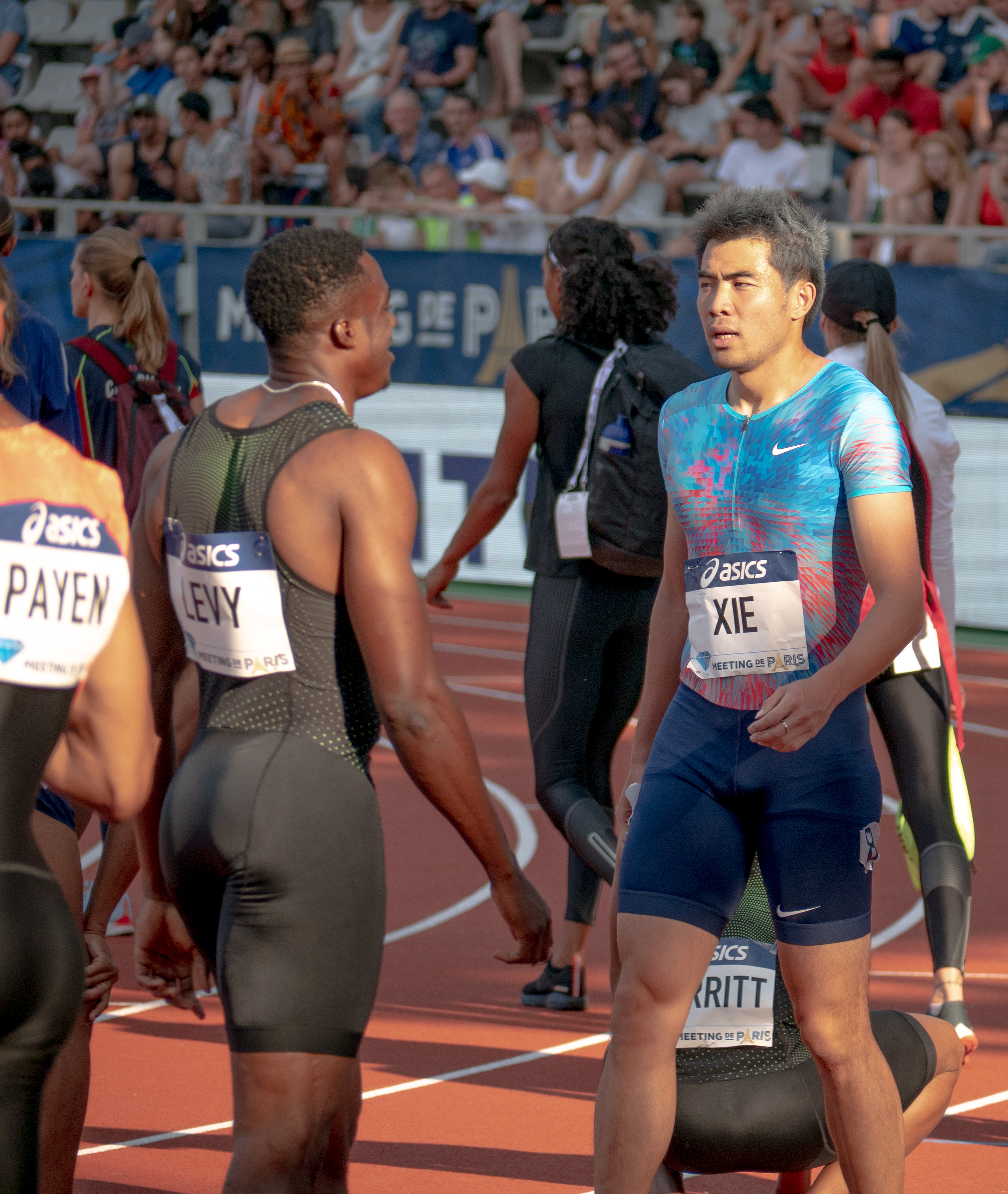
Xie Wenjun erreichte Platz fünf
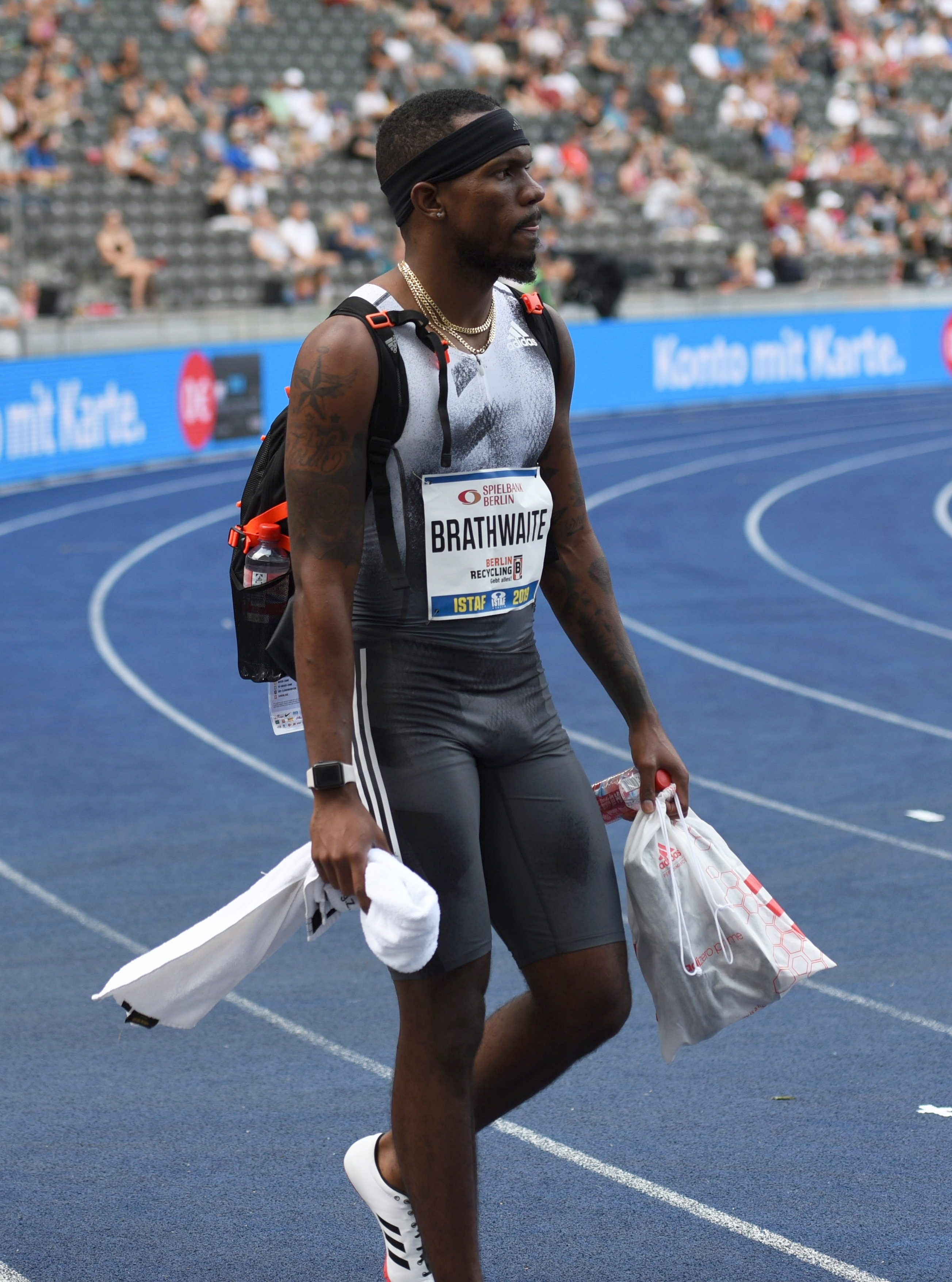
Shane Brathwaite kam auf den sechsten Platz
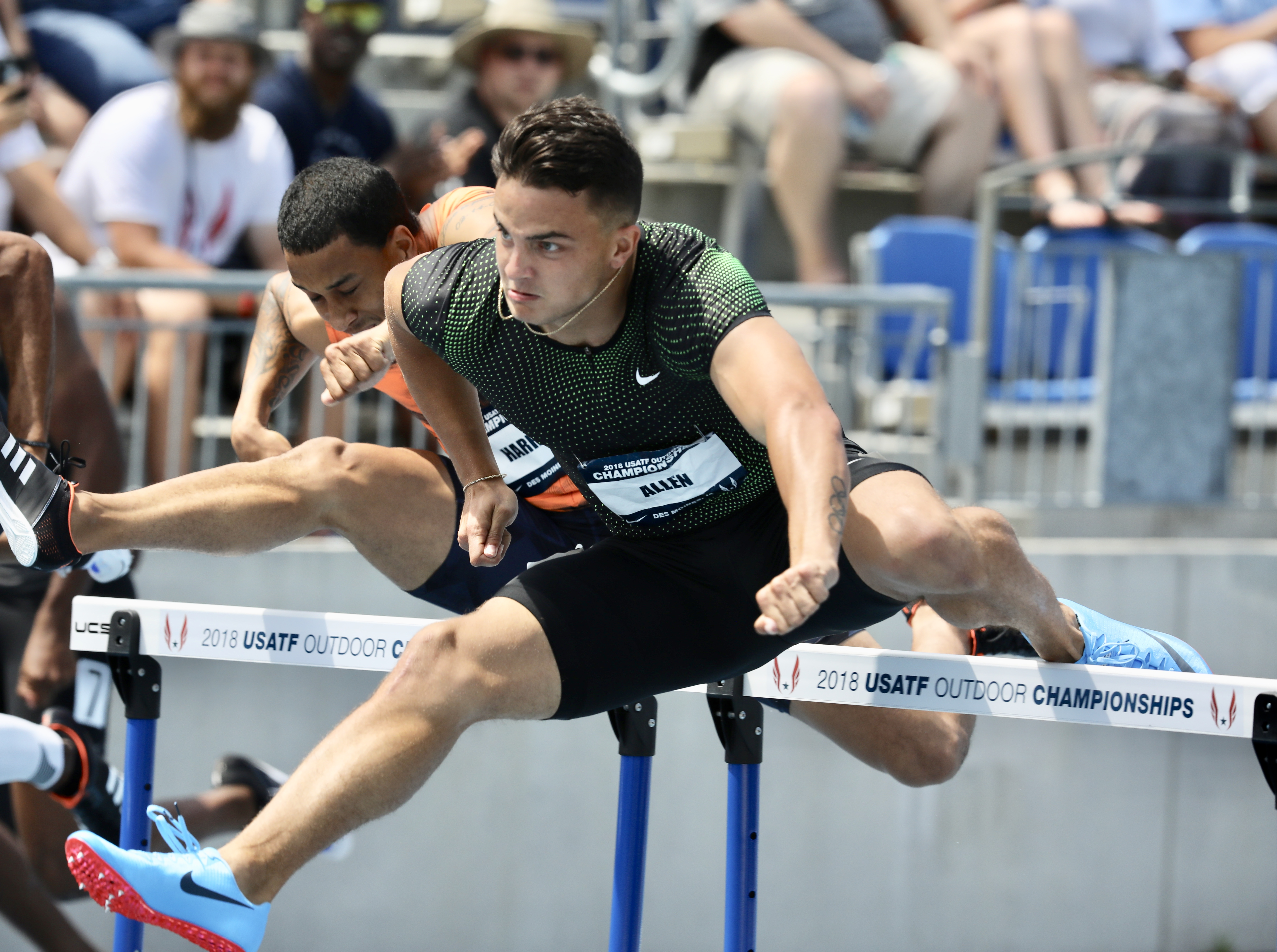
Devon Allen belegte Rang sieben
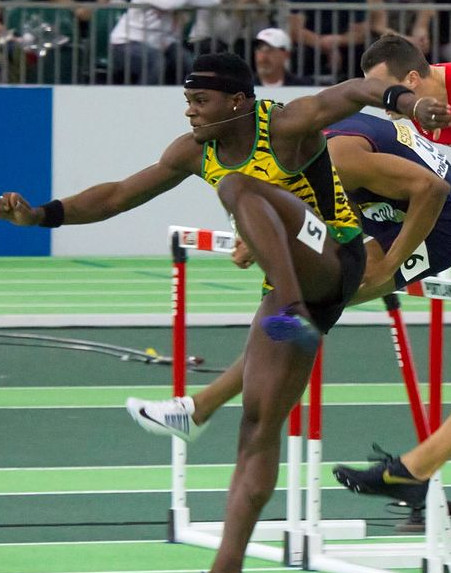
Omar McLeod wurde wegen Behinderung eines Konkurrenten disqualifiziert

## Video
- Men's 110m Hurdles Final | World Athletics Championships Doha 2019, youtube.com, abgerufen am 15. März 2021